# محمد عاطفي
محمد عاطفي (1946  - 24 نوفمبر 2022، القنيطرة) ممثل ومخرج مغربي. شارك في عدد من الأفلام والمسلسلات المغربية، إضافة إلى أعمال أخرى في مجال المسرح والسيتكومات. ويعتبر أحد أبرز صناع الدراما المغربية في مرحلة الثمانينيات والتسعينيات من القرن الماضي.

## مسيرته
يعتبر محمد عاطفي من الرواد الذين أسسوا للممارسة الدرامية التلفزيونية، عبر مسلسلات مازالت تحتفظ بها ذاكرة المتفرج المغربي مثل "الطريدة" و"في كل حصة قصة" و"إنسان في الميزان" و"سرب الحمام" و"ظلال الماضي" و"الوصية" و"المصابون" و"الأبرياء" (الجزء الأول)، وأفلامه التلفزيونية مثل "غريب في الحي" و"حكاية زروال" و"حصاد الخطيئة" و"لبطاقة" و"يدي في يديك، ذات مساء"، وأعمال أخرى في مجال المسرح والسيتكومات. تخرج على يديه، جيل من الممثلين مثل عبد الكبير الركاكنة وهدى الريحاني وفاطمة خير ورشيد الوالي.

## أعماله

### التمثيل
- 1997: كنوز الأطلس (فيلم)
- 1999: فيها الملح والسكر أو مبغاتش تموت 1 (فيلم)
- 2002: صقر قريش في دور الوليد بن معاوية (مسلسل)
- 2002: زمان الوصل (مسلسل)
- 2003: ربيع قرطبة في دور القاضي ابن السليم (مسلسل)
- 2004: حتى إشعار آخر (فيلم)
- 2004: موعد مع المجهول (مسلسل)
- 2005: ملوك الطوائف في دور المأمون بن ذي النون (مسلسل)
- 2005: المرابطون والأندلس (مسلسل)
- 2005: حكاية زروال (فيلم)
- 2006: خيال الذيب (فيلم)
- 2008: تريكة البطاش (مسلسل)
- 2010: شوك السدرة (مسلسل)
- 2011: إلى الأبد (مسلسل)
- 2011: حصاد الخطيئة (فيلم)
- 2015: حفيد الحاج (فيلم)
- 2021: الطابع (فيلم)

### الإخراج
- الطريدة (مسلسل)
- في كل حصة قصة (مسلسل)
- 1990: إنسان في الميزان (مسلسل)
- 1992: ظلال الماضي (مسلسل)
- 1999: الوصية (مسلسل)
- 1999: المصابون (مسلسل)
- 2005: حكاية زروال (فيلم)
- 2006: الأبرياء "الجزء الأول" (مسلسل)
- 2011: حصاد الخطيئة (فيلم)

## وفاته
توفي يوم الخميس 24 نونبر 2022 في مدينة سلا، وذلك بعد مرض عضال لم ينفع معه علاج.

## وصلات خارجية
- محمد عاطفي على موقع IMDb (الإنجليزية)
- محمد عاطفي على موقع قاعدة بيانات الأفلام العربية
- محمد عاطفي على موقع cinerouge